# Shickley
Shickley és una població dels Estats Units a l'estat de Nebraska. Segons el cens del 2000 tenia 376 habitants.

## Demografia
Segons el cens del 2000, Shickley tenia 376 habitants, 154 habitatges, i 111 famílies. La densitat de població era de 500,6 habitants per km².
Dels 154 habitatges en un 35,1% hi vivien nens de menys de 18 anys, en un 65,6% hi vivien parelles casades, en un 3,2% dones solteres, i en un 27,9% no eren unitats familiars. En el 24,7% dels habitatges hi vivien persones soles el 16,9% de les quals corresponia a persones de 65 anys o més que vivien soles. El nombre mitjà de persones vivint en cada habitatge era de 2,44 i el nombre mitjà de persones que vivien en cada família era de 2,92.
Per edats la població es repartia de la següent manera: un 26,6% tenia menys de 18 anys, un 5,1% entre 18 i 24, un 24,2% entre 25 i 44, un 22,3% de 45 a 60 i un 21,8% 65 anys o més.
L'edat mediana era de 42 anys. Per cada 100 dones de 18 o més anys hi havia 101,5 homes.
La renda mediana per habitatge era de 43.125 $ i la renda mediana per família de 49.750 $. Els homes tenien una renda mediana de 36.875 $ mentre que les dones 20.000 $. La renda per capita de la població era de 19.257 $. Aproximadament el 0,9% de les famílies i el 3,2% de la població estaven per davall del llindar de pobresa.

## Poblacions més properes
El següent diagrama mostra les poblacions més properes.